# Pierre Carré de Lusançay
Pour les articles homonymes, voir Carré de Lusançay, Carré (homonymie) et Lusançay.
Cet article possède un paronyme, voir Pierre Carré (homonymie).
Pierre Antoine François-de-Salles Carré, seigneur de Lusançay, né le 4 mai 1766 au manoir du Pou en Guidel et mort le 13 mai 1853, est un navigateur et militaire français des XVIIIe et XIXe siècles. Il prend part à l'expédition d'Entrecasteaux (1791-1794), envoyée à la recherche de La Pérouse.

## Biographie

### Origines et famille
Dernier enfant de Charles-Auguste Carré, seigneur de Lusançay (1712-1775), commissaire de la marine, et d'Élisabeth Anne de Montigny du Timeur, il naît dans une famille noble de Lorient, originaire de Grande-Bretagne. Son grand-père, Nicolas Philippe Carré, seigneur de Lusançay et de la Hautière (1654-1719), commissaire général de la Marine à Brest en 1698, à Port Louis en 1715, puis à Nantes, avait sacrifié une partie de sa fortune pour sauver les Lorientais de la famine.
Sa grand-mère était Louise Le Chevalier, propriétaire du manoir du Pou à Guidel, dont le père Adrien Le Chevalier fut contrôleur et caissier de la Compagnie royale des Indes orientales de 1689 à 1701 et l'un des fondateurs de L'Orient. 
Son frère aîné Nicolas-Charles, est l'un des neuf commissaires de la noblesse en 1789. Il fait la campagne dans l'armée des princes, il voit tous ses biens confisqués sous la Révolution. Il suit le comte d'Hector en Angleterre en 1794.
Sa sœur Antoinette se maria à un cousin, l'amiral Jacques Trublet de Villejégu (1746-1829) ; tandis que sa seconde sœur Émilie resta avec sa mère, jusqu'à la mort de celle-ci en 1808.

### Jeunesse
Le 7 mars 1782, il intègre la Maison du Roi, à Brest, en tant qu'aspirant garde-marine. Promu garde-marine en 1783, il sert sur Le Poisson Volant à partir du 6 août 1783. En janvier 1786, il devient élève de première classe. Le 7 juillet 1789 il embarque sur La Lionne, un bateau désarmé à Rochefort et, le 25 octobre, il est promu lieutenant des vaisseaux du Roi, il embarque sur la corvette La Bayonnaise.

### L'expédition d'Entrecasteaux
Nommé chevalier de Saint-Louis par brevet du 15 juin 1791, il fait partie des personnes choisies pour participer à l'expédition envoyée par l'Assemblée constituante, et commandée par le contre-amiral d'Entrecasteaux, à la recherche du célèbre navigateur Jean-François Galaup de La Pérouse, dont on était sans nouvelles depuis trois ans. 
Le 28 septembre 1791, il embarque sur L'Espérance, l'une des deux frégates de l'expédition, commandée par Jean-Michel Huon de Kermadec, avec le grade de lieutenant. 
Après plus de deux ans de voyages dans l'océan Indien, autour de la Nouvelle-Hollande (Australie), l'expédition passe en vue d'une île, qu'ils nomment île de la Recherche et qui sera identifiée plus tard comme Vanikoro, le lieu de naufrage de La Boussole et l'Astrolabe, les deux frégates du voyage de La Pérouse.
Au cours de l'expédition, un grand nombre de marins décèdent de maladies, au premier rang desquels l'amiral d'Entrecasteaux et son commandant en second, Huon de Kermadec. Le très royaliste d'Hesmivy d'Auribeau prend alors le commandement de l'expédition et décide de faire escale dans la colonie hollandaise de Surabaya, Java, en octobre 1793. Là, il apprend que la France était en état de guerre avec ses voisins européens parmi lesquels le royaume des Pays-Bas, l'Angleterre et le royaume d'Espagne, que le roi de France Louis XVI avait été guillotiné le 21 janvier 1793, que la République avait été déclarée. Les Hollandais se saisissent des deux frégates de l'expédition, et internent l'équipage à Semarang.
Le 26 septembre 1794, il rédige, en compagnie de La Grandière, Expédition du tour du monde. Inventaire du désarmement de la frégate française La Recherche.

### Retour en France
Libéré en 1797, Pierre Carré de Lusançay ne rentre en France qu'en 1803. 
Le 13 avril 1807, il épouse Gabrielle Joséphine Marie de La Poëze, dame de Puyzet (née en 1790). De cette union naitront quatre enfants :
1. Ambroisine Victorine Carré de Lusançay du Puyzet, née à Nantes le 12 novembre 1808, mariée à Pierre Piet de Beaurepaire ;
2. Nicolas Louis Adolphe Carré, comte de Lusançay du Puyzet, né à Nantes le 7 avril 1811, marié à Calixte Marie Hay de Slade ;
3. Charles Pierre Joseph Carré, dit le comte de Lusançay, chevalier du Puyzet, né à Nantes le 17 avril 1815, marié à Cécile Bedeau de L'Ecochère ;
4. Augustin Jean Joseph dit Gustave, vicomte de Lusançay né à Nantes le 3 janvier 1817 et décédé à Landemont (Maine-et-Loire) le 16 juin 1881. Il avait épousé le 3 avril 1857 Mlle Alexandrine Mabille des Granges (dont descendance). Il fut maire de Saint-Sauveur-de-Landemont de 1870 à 1881[10], et fit construire le château de la Braudière à Landemont.

En 1814, il est nommé capitaine de vaisseau par le roi Louis XVIII et obtient une pension. Il s’installe près de Nantes, ville dont il devient maire adjoint. Il décède le 13 mai 1853 à Saint-Sauveur-de-Landemont (Maine-et-Loire), à l'âge de 87 ans.

## Sources et bibliographie
- Collectif, Nobiliaire universel de France: ou Recueil général des généalogies historiques des maisons nobles de ce royaume sur Google Livres, Volume 8, Au bureau du Nobiliaire universel de France, Réimprimé à la Librairie Bachelin-Deflorenne, Paris, 1816
- Nicolas Viton de Saint-Allais, Nobiliaire universel de France, ou recueil général des généalogies historiques des maisons nobles de ce royaume sur Google Livres, 1818
- J.H. de La Billardière, Relation du voyage à la recherche de La Pérouse, fait par ordre de l'Assemblée constituante pendant les années 1791, 1792 et pendant la 1re et la 2e année de la République françoise sur Google Livres, Paris, 1799